# Acetabularia
Acetabularia nom,  cons., rod zelenih algi iz porodice Polyphysaceae, Ukupno 12 priznatih vrsta, među kojima se A. acetabulum navodi kao tipična.

## Vrste
1. Acetabularia acetabulum (Linnaeus) P.C.Silva
2. Acetabularia calyculus J.V.Lamouroux
3. Acetabularia crenulata J.V.Lamouroux
4. Acetabularia dentata Solms-Laubach
5. Acetabularia farlowii Solms-Laubach
6. Acetabularia haemmerlingii H.G.Schweiger & Berger
7. Acetabularia kilneri J.Agardh
8. Acetabularia major G.Martens
9. Acetabularia myriospora A.B.Joly & Cordeiro-Marina
10. Acetabularia peniculus (R.Brown ex Turner) Solms-Laubach
11. Acetabularia ryukyuensis Okamura & Yamada
12. Acetabularia schenckii Möbius